# Sergio Mannironi
Sergio Mannironi (Bracciano, 17 aprile 1967) è un ex sollevatore italiano.

## Biografia
Nato nel 1967 a Bracciano, in provincia di Roma, gareggiava nei pesi mediomassimi (85 kg). È figlio di Sebastiano Mannironi, morto nel 2015, sollevatore partecipante alle Olimpiadi di Melbourne 1956, Roma 1960 e Tokyo 1964, medaglia di bronzo a Roma nei pesi piuma, fratello di Angelo Mannironi, anche lui sollevatore, presente ai Giochi di Seul 1988 e zio di un altro sollevatore, Manuel Mannironi.
A 33 anni ha partecipato ai Giochi olimpici di Sydney 2000, negli 85 kg, arrivando 17º con 330 kg alzati, dei quali 150 nello strappo e 180 nello slancio.
Dopo il ritiro è diventato allenatore, anche in federazione.